# Răcoasa
Racoasa là một xã thuộc hạt Vrancea, România. Dân số thời điểm năm 2002 là 3476 người.